# Aplidium rubricollum
Aplidium rubricollum är en sjöpungsart som beskrevs av Kott 1963. Aplidium rubricollum ingår i släktet Aplidium och familjen klumpsjöpungar. Inga underarter finns listade i Catalogue of Life.